# صحراء موهافي
صحراء موهافي (بالإنجليزية: Mojave Desert)‏

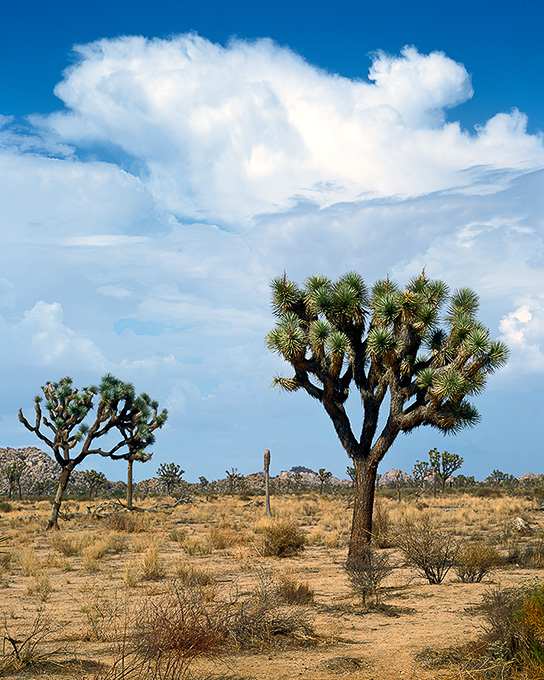
صورة من صحراء موهافي.

هي صحراء قاحلة مطرية و صحراء جافة في أمريكا الشمالية. وهي تقع في جنوب غرب الولايات المتحدة، في المقام الأول داخل جنوب شرق ولاية كاليفورنيا وجنوب ولاية نيفادا، وتحتل ما مجموعه 47877 ميل مربع (124،000 كم 2). مناطق صغيرة جدا تمتد أيضا إلى ولاية يوتا وأريزونا. وتحيط حدودها عموما بوجود أشجار يشوع، التي موطنها فقط صحراء موهافي، ويعتقد أنها تدعم 1،750 إلى 2،000 نوع إضافي من النباتات. والجزء الأوسط من الصحراء قليل السكان، في حين أن محيطها يدعم المجتمعات الكبيرة مثل لاس فيغاس ولانكستر وبالمديل وفيكتورفيل وسانت جورج.
صحراء موهافي يحدها صحراء الحوض الكبير إلى الشمال وصحراء سونوران إلى الجنوب والشرق. وتشمل الحدود الطوبوغرافية جبال تيهشابي إلى الغرب، وجبال سان جبريل وجبال سان برناردينو إلى الجنوب. الحدود الجبلية متميزة ، صحراء . ارتفاع الارتفاعات فوق 2،000 قدم (610 م)) في موهافي يشار إليها باسم الصحراء العالية؛ ومع ذلك، وادي الموت هو أدنى ارتفاع في أمريكا الشمالية في 280 قدم (85 مترا) تحت مستوى سطح البحر وهو واحد من الأماكن الأكثر شهرة في صحراء موهافي. وتحتل أقل من 50،000 ميل مربع (130،000 كم 2)، مما يجعلها أصغر من صحارى أمريكا الشمالية. [7]
وغالبا ما يشار إلى صحراء موهافي باسم "الصحراء العالية"، على النقيض من "الصحراء المنخفضة"، صحراء سونوران إلى الجنوب.